# منطقة أحمد أباد
أحمد أباد رمزها «AH» (بالإنجليزية: Ahmedabad)‏ ، هو تقسيم إداري لدولة الهند تتبع ولاية غوجارات (بالإنجليزية: Gujarat)‏ ، مركزها هو مدينة أحمد أباد (بالإنجليزية: Ahmedabad)‏ عدد سكانها حسب تعداد سنة 2001 هو 5,808,378 ، مساحتها 8,707 كم² وكثافة السكان 667 لكل كم² .

## المناخ
يظهر الجدول التالي التغييرات المناخية على مدار السنة لمنطقة أحمد أباد:
| البيانات المناخية لـمنطقة أحمد أباد | البيانات المناخية لـمنطقة أحمد أباد | البيانات المناخية لـمنطقة أحمد أباد | البيانات المناخية لـمنطقة أحمد أباد | البيانات المناخية لـمنطقة أحمد أباد | البيانات المناخية لـمنطقة أحمد أباد | البيانات المناخية لـمنطقة أحمد أباد | البيانات المناخية لـمنطقة أحمد أباد | البيانات المناخية لـمنطقة أحمد أباد | البيانات المناخية لـمنطقة أحمد أباد | البيانات المناخية لـمنطقة أحمد أباد | البيانات المناخية لـمنطقة أحمد أباد | البيانات المناخية لـمنطقة أحمد أباد | البيانات المناخية لـمنطقة أحمد أباد |
| الشهر                               | يناير                               | فبراير                              | مارس                                | أبريل                               | مايو                                | يونيو                               | يوليو                               | أغسطس                               | سبتمبر                              | أكتوبر                              | نوفمبر                              | ديسمبر                              | المعدل السنوي                       |
| ----------------------------------- | ----------------------------------- | ----------------------------------- | ----------------------------------- | ----------------------------------- | ----------------------------------- | ----------------------------------- | ----------------------------------- | ----------------------------------- | ----------------------------------- | ----------------------------------- | ----------------------------------- | ----------------------------------- | ----------------------------------- |
| متوسط درجة الحرارة الكبرى °م (°ف)   | 28.3 (82.9)                         | 30.4 (86.7)                         | 35.6 (96.1)                         | 39.8 (103.6)                        | 41.5 (106.7)                        | 38.4 (101.1)                        | 33.4 (92.1)                         | 31.8 (89.2)                         | 34.0 (93.2)                         | 35.8 (96.4)                         | 32.8 (91.0)                         | 29.3 (84.7)                         | 41.5 (106.7)                        |
| متوسط درجة الحرارة الصغرى °م (°ف)   | 20.1 (68.2)                         | 13.9 (57.0)                         | 18.9 (66.0)                         | 23.7 (74.7)                         | 26.2 (79.2)                         | 27.2 (81.0)                         | 25.6 (78.1)                         | 24.6 (76.3)                         | 24.2 (75.6)                         | 21.1 (70.0)                         | 16.6 (61.9)                         | 13.2 (55.8)                         | 11.8 (53.2)                         |
| معدل هطول الأمطار مم (إنش)          | 2.0 (0.08)                          | 1.0 (0.04)                          | 0 (0)                               | 3.0 (0.12)                          | 20 (0.8)                            | 103.0 (4.06)                        | 247.0 (9.72)                        | 288.0 (11.34)                       | 83.0 (3.27)                         | 23.0 (0.91)                         | 14.0 (0.55)                         | 5.0 (0.20)                          | 789 (31.1)                          |
| متوسط الأيام الممطرة (≥ 0 mm)       | 0.3                                 | 0.3                                 | 0.1                                 | 0.3                                 | 0.9                                 | 4.8                                 | 13.6                                | 15.0                                | 5.8                                 | 1.1                                 | 1.1                                 | 0.3                                 | 43.6                                |
| ساعات سطوع الشمس الشهرية            | 288.3                               | 274                                 | 279                                 | 307                                 | 329                                 | 237.0                               | 130                                 | 111.6                               | 222                                 | 291                                 | 273                                 | 288.3                               | 3٬020                               |
| المصدر: HKO                         |                                     |                                     |                                     |                                     |                                     |                                     |                                     |                                     |                                     |                                     |                                     |                                     |                                     |